# Goran Hrvić
Goran Hrvić (Lukavac, 1955.), bh. slikar Po struci dipl. inž. elektrotehnike.

## Životopis
Rođen u Lukavcu 1955. godine. Od rane mladosti bavio se slikarstvom, a od 1973. godine izlaže svoja djela. Završio je Elektrotehnički fakultet u Tuzli. Zaposlio se i radio u KHK Boris Kidrič, kasnije GIKIL u Lukavcu do odlaska mirovinu. U rodnom gradu je živio do 2003. godine, nakon čega se preselio u Tuzla. Član je Udruženja likovnih umjetnika Tuzlanske županije - ULUTK od osnivanja Udruženja i bio je jedan od osnivača. 
Sudionik je više likovnih kolonija i susreta: Lukavački likovni susreti, Ratna likovna kolonija Lukavac, Majsko drugovanje na Sani - Sanski Most, Tvornički radnik - Belišće, Vrbovečki likovni susreti - Vrbovec, Likovna kolonija Marić - Husino.    Izlagao je na 10 samostalnih i preko 100 zajedničkih izložbi.

## Samostalne izložbe
- Elektrotehnički fakultet Tuzla, 1979.
- Dom kulture "Đuro Pucar Stari" Lukavac, 1983.
- Dom armije Osijek, 1984.
- Ernestinovo, 1984.
- Robna kuća "Lukavčanka", Lukavac, 1986.
- Dom kulture "Đuro Pucar Stari" Lukavac, 1986./
- Dom Mladih Tuzla, 2000.
- Art Gallery GIKIL-a Lukavac 2011./
- Bosanski kulturni centar (BKC) Sarajevo 2014./
- Bosanski kulturni centar (BKC) Tuzla 2014.

## Nagrade
Prva nagrada na konkursu za zastavu, grb, plaketu i amblem grada Lukavca 31.srpnja 2003.

## Vanjske poveznice
- Panoramio - Goran Hrvić  Arhivirana inačica izvorne stranice od 14. prosinca 2017. (Wayback Machine)